# پیش از غروب
پیش از غروب (به انگلیسی: Before Sunset) فیلمی به کارگردانی ریچارد لینکلیتر و محصول سال ۲۰۰۴ آمریکا است. این فیلم درامی با داستانی به روایت ریچارد لینکلیتر، ایتن هاک و ژولی دلپی می‌باشد. فیلم‌نامه این فیلم در سال ۲۰۰۴ نامزد جایزه اسکار بهترین فیلم‌نامه شد.

## داستان
داستان فیلم ادامه پیش از طلوع است که در پایان داستان پیش، جسی (ایتن هاک) و سلین (ژولی دلپی) قرار شد که پس از شش ماه در همان مکان با یکدیگر ملاقات کنند. پس از شش‌ماه جسی به وین می‌رود اما سلین در آنجا نیست. پس از این اتفاق شروع به نوشتن کتاب خاطرات خود در تنها روزی که با سلین در خیابان‌های وین قدم می‌زد. پس از نوشتن این کتاب او به پاریس رفته و به‌طور اتفاقی سلین را در یک کتاب‌فروشی می‌بیند…

## جوایز
- نامزد اسکار بهترین فیلم‌نامه
- برنده بهترین فیلم‌نامه منتقدان آمریکا
- برنده جشنواره فیلم بوستون به عنوان بهترین فیلم
- برنده جایزه جشنواره فیلم گاتهام به عنوان بهترین فیلم